# Park Kwang-chun
Dans ce nom coréen, le nom de famille, Park, précède le nom personnel.
Park Kwang-chun (coréen : 박광춘), connu aussi sous le nom de K.C. Park, né le 24 mai 1967, est un réalisateur et scénariste sud-coréen.

## Carrière
Après avoir fait ses études à l'université de New York, il travaille en tant qu'assistant réalisateur pour le film mélodrame The Gingko Bed en 1996 et fait une apparition dans le film. En 1998, il réalise son tout premier film The Soul Guardians, adapté d'un roman du même nom de Lee Woo-Hyouk. En 2003, il réalise le film romantique Madeleine et participe au scénario du film en présence de Kim Eun-jung et Sul Joon-suk. En 2005, il réalise la comédie romantique She's on Duty et collabore avec le scénariste Sul Joon-suk et le réalisateur Jeong Yong-ki pour le scénario. En 2008, il réalise le film Our School's E.T. En 2012, il réalise le téléfilm Natural Burials en deux épisodes.

## Filmographie

### Réalisateur
- 1998 : The Soul Guardians
- 2003 : Madeleine
- 2005 : She's on Duty
- 2008 : Our School's E.T
- 2012 : Natural Burials (téléfilm)

### Scénariste
- 1998 : The Soul Guardians
- 2003 : Madeleine
- 2005 : She's on Duty

### Acteur
- 1996 : The Gingko Bed

### Assistant réalisateur
- 1996 : The Gingko Bed